# جاك هام
جاك هام (بالإنجليزية: Jack Ham)‏ هو مقدم برامج إذاعية أمريكي، ولد في 23 ديسمبر 1948 في جونستاون في الولايات المتحدة.

## وصلات خارجية
- جاك هام على موقع مرجع كرة القدم المحترفة.كوم (الإنجليزية)
- جاك هام على موقع إن إن دي بي (الإنجليزية)